# Jonathan Coulton

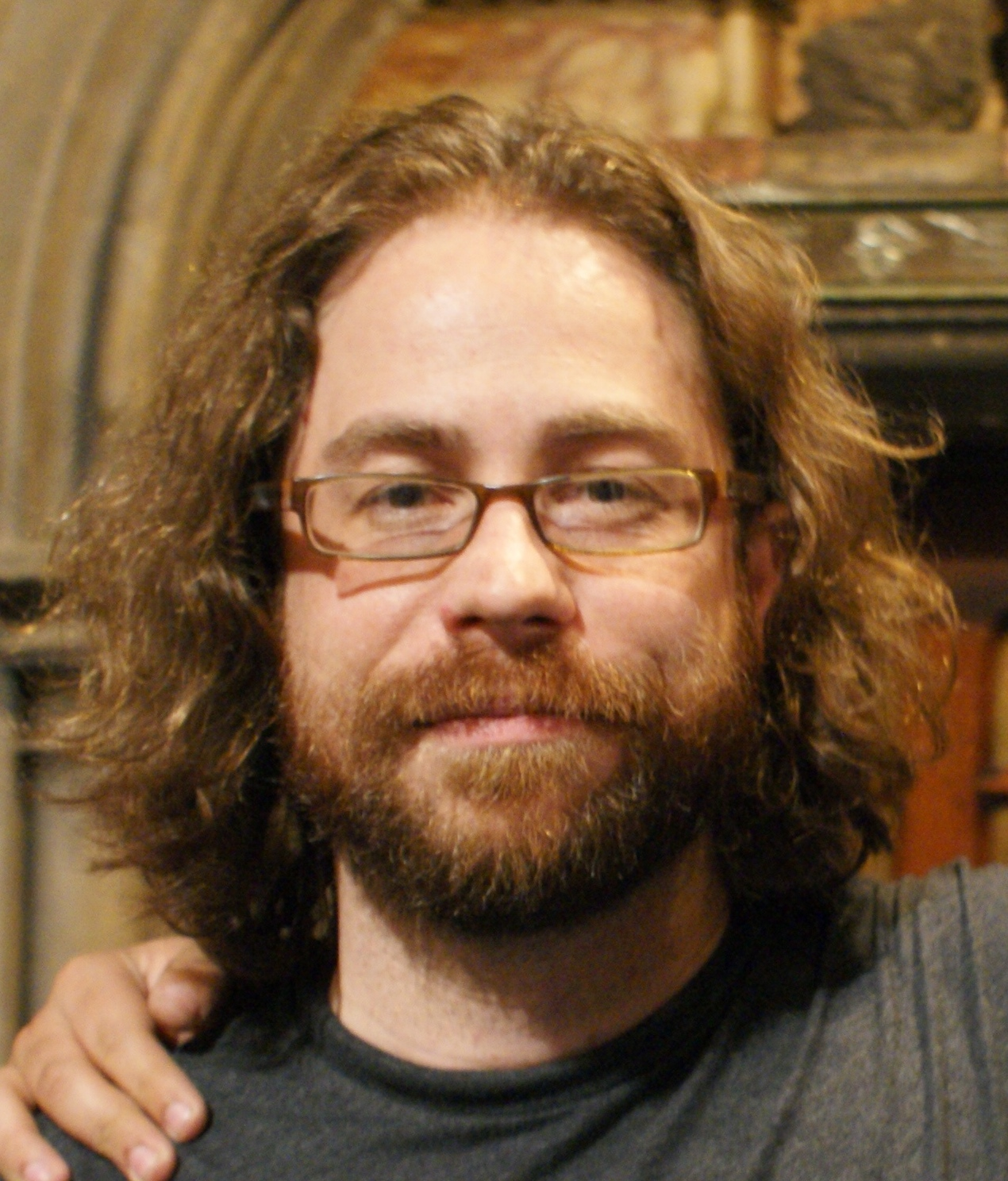
Jonathan Coulton (2009)

Jonathan Coulton (* 1. Dezember 1970 in New Haven, Connecticut) ist ein US-amerikanischer Singer-Songwriter, der für seine Lieder über die Geekkultur bekannt ist. Zu seinen bekanntesten Songs zählen Code Monkey, Re: Your Brains, Still Alive und Want You Gone.

## Leben
Der ehemalige Programmierer bei Cluen, einem New Yorker Softwareunternehmen nennt sich selbst einen Geek. Er schreibt witzige, manchmal skurrile Texte über Science-Fiction und Technologie. Darin behandelt er beispielsweise Themen wie Affen, (verrückte) Wissenschaft und Bakterien. Manchmal verwendet er auch aktuelle Themen wie 2005 in W’s Duty über George W. Bush oder 2006 in Tom Cruise Crazy. Die meisten von Coultons Aufnahmen bestehen aus seinem Gesang sowie Gitarre, Bass und Schlagzeug; einige verwenden verschiedene andere Instrumente, die Coulton spielt, darunter Akkordeon, Mundharmonika, Mandoline, Banjo, Ukulele und Glockenspiel.
Coulton schloss 1993 sein Studium an der Yale University ab, wo er ein Mitglied von The Whiffenpoofs und The Spizzwinks(?) war. Er ist heute Contributing Troubadour bei der Zeitschrift „Popular Science“, dessen Ausgabe vom September 2005 von einem Set von fünf seiner Songs unter dem Titel „Our Bodies, Ourselves, Our Cybernetic Arms“ begleitet wurde. Er war außerdem musikalischer Leiter für The Little Gray Book Lectures.

## Karriere
Zu seinen bekanntesten Werken zählen sein Cover des Songs Baby Got Back von Sir Mix-a-Lot und eigene Lieder wie Code Monkey, das am 23. April 2006 auf Slashdot vorgestellt und vom Webcomic Penny Arcade verlinkt wurde. Es war außerdem Titelsong für die Zeichentrickserie Code Monkeys des US-amerikanischen Fernsehsenders G4.
Lieder von ihm wurden in der Sendung All Things Considered des National Public Radio (NPR) gespielt und in der Sendung Good Morning Silicon Valley wurde ein Video zu Coultons  Titel Re: Your Brains verlinkt.
Coulton begleitete John Hodgman als Gitarrist auf seiner Promotour 700 Hobo Names für das Buch The Areas of My Expertise, wo er als „John William Coulton, the Colchester Kid“ aufgeführt wurde. Coulton wirkte auch bei der Hörbuchversion dieses Buches mit, wo er den Titelsong und das Zwischenspiel spielt und mit Hodgman Witze macht, der die Audioversion seines Buches liest. Hodgman erwähnte Coulton auch in The Daily Show, wo er einen Jonathan Coulton aus Colchester, Connecticut als Sieger eines Essay Contests über den übermächtigen irakischen Widerstand gegen den amerikanischen Einmarsch auswählte. Coulton schrieb und spielte The Winning Entry, ein Lied darüber, Schlangen aus Flugzeugen fallen zu lassen. Coulton wirkte auch bei Hodgmans zweitem Buch More Information Than You Require mit.
Er komponierte außerdem die Titelmusik für die Show Mystery Diagnosis und steuerte andere Lieder zu The Little Gray Book Lectures bei, einer Serie Audioveröffentlichungen von John Hodgman.
In der Anfangszeit wurde er von Podcastern entdeckt. Insbesondere Adam Curry vom Daily Source Code und The Wizards of Technology nutzten Coultons Musik regelmäßig. Im April 2006 lieh er seine Stimme einem solchen Podcast, The Spoilers, in dem er mit Rick Yaeger und Bill Douthett einen zwei Stunden langen Fankommentar zu Jäger des verlorenen Schatzes aufnahm.
Im Jahr 2006 begann Coulton mit dem Comedyduo Paul and Storm auf Tour zu gehen. Anfangs als Vorprogramm, doch als er schnell bekannter wurde als Headliner.
Er schrieb den Titel Still Alive für den Abspann des 2007 veröffentlichten Computerspiels Portal von Valve, der von Ellen McLain gesungen wurde. Am 1. April 2008 stellte Harmonix den Titel für das Spiel Rock Band als Download frei zur Verfügung. Eine Version, bei der Coulton selbst singt, wurde zusätzlich zu der Version am Ende des Spiels zum Soundtrack von Orange Box hinzugefügt. Still Alive ist als Easter Egg auch in Left 4 Dead 2 enthalten. Der Song wurde als „einflussreichste Computerspielmusik“ bezeichnet. Das Lied am Ende von Portal 2 2011 stammt erneut von Jonathan Coulton und heißt Want You Gone.
Im Jahr 2009 veröffentlichte er eine CD und DVD seines Konzerts vom 22. Februar 2008 in der Great American Music Hall in San Francisco unter dem Titel Best. Concert. Ever. Bei diesem Konzert spielte er Still Alive in der Rock Band Version, zusammen mit Gastmusikern und Leo Laporte, Merlin Mann und Veronica Belmont.
Coulton spielte bei ein paar Konzerten von They Might Be Giants bei ihrer Tour im März 2010. Er ging mit ihnen erneut im Februar 2012 auf Tour.
Er hatte an seinem Folgealbum zu den Thing a Week Alben unter dem vorläufigen Titel The Aftermath gearbeitet. Es wurde seitdem gesagt, dass der Titel eher ein Oberbegriff ist um die Titel nach Thing a Week einzuordnen.
Am 25. Mai 2010 schrieb Coulton auf seiner offiziellen Webseite, dass er an einem neuen Album zu arbeitet, das von John Flansburgh von They Might Be Giants produziert wird und zum ersten Mal mit einer kompletten Band, inklusive Marty Beller von TMBG, in einem professionellen Tonstudio. Das entstandene Album Artificial Heart wurde am 2. September 2011 veröffentlicht.
Im Mai 2011 wurde Coulton im populären wirtschaftswissenschaftlichen Programm Planet Money vom NPR interviewt. Er erzählte, dass er jedes Jahr etwa 500.000 US-Dollar verdient, obwohl er kein Label hat. Er äußerte seine Dankbarkeit gegenüber seinen Fans für diesen Überraschungserfolg, weil er dieses Ausmaß „absurd“ fand. In einer weiteren Diskussion darüber, ob das Internet für Musiker gut wäre oder nicht, antwortete Coulton es wäre gut, während der Journalist Frannie Kelley ihn als „Glücksfall“ bezeichnete, wie ein Snuggie. Coulton schrieb in seinem Blog eine ironische Antwort darauf mit „to which I say: snarkity snark snark!“.
Im Mai 2012 wurde Coulton „Hausmusiker“ für die Livesendung Ask Me Another des NPR.

### Lizenzierung
Coulton veröffentlicht seine Songs unter der Creative Commons Lizenz mit Namensnennung und ohne kommerzielle Weiternutzung (CC-BY-NC), die es anderen erlaubt, sie in eigenen, nichtkommerziellen Werken weiter zu nutzen. Als Ergebnis davon entstanden mehrere Musikvideos, die seine Songs verwenden, unter anderem Machinima wie ILL Clans Video zu Code Monkey und ein Video mit kinetischer Typografie zu Shop Vac.

### Thing a Week
Vom 16. September 2005 bis zum 30. September 2006 veröffentlichte Coulton Thing a Week, wo er 52 Titel über einen „forced-march approach to writing and recording“ aufnahm, um sich selbst zu beweisen, dass er kreativen Output bis zu einer Deadline produzieren kann und um zu sehen, ob ein professioneller Künstler das Internet und Creative Commons nutzen kann, um sich zu finanzieren. Schon die ersten Anzeichen zeigten, dass das Experiment erfolgreich war, durch die Entstehung einer großen Anzahl hochwertiger Songs, mit steigenden Downloadzahlen, die wiederum seine öffentliche Präsenz und seine Fangemeinde vergrößerte. Der finanzielle Erfolg ist schwieriger zu beurteilen, aber Coulton wurde im September 2006 in einem Interview mit der Aussage zitiert, dass er „in einigen Teilen des Landes ein anständiges Leben“ führen würde. In einem Interview vom 25. Februar 2008 sagte er, dass er im Jahr 2007 mehr Einnahmen als er in seinem letzten Jahr als Programmierer hatte, 40 % davon aus Downloads und 40 % aus Merchandising und Auftritten.

## Diskografie

### Studioalben
- 2003: Smoking Monkey
- 2004: Where Tradition Meets Tomorrow
- 2005: Our Bodies, Ourselves, Our Cybernetic Arms
- 2006: Thing a Week One
- 2006: Thing a Week Two
- 2006: Thing a Week Three
- 2006: Thing a Week Four
- 2011: Artificial Heart
- 2017: Solid State

### Kompilationen
- 2008: JoCo Looks Back
- 2009: Best. Concert. Ever. (Live Album)
- 2012: Jonathan Coulton’s Greatest Hit (Plus 13 Other Songs)

### Andere Veröffentlichungen
- 2005: Other Experiments (Rarities Collection)
- 2006: Unplugged (Live on Second Life)
- 2007: The Orange Box Original Soundtrack
  - 1. „Still Alive“ (Gesungen von Ellen McLain)
  - 19. „Still Alive“ (Gesungen von Jonathan Coulton)
- 2009: The Aftermath
- 2011: Portal 2 Soundtrack: Songs to Test By - Volume 3
  - 13. „Want You Gone“ (Gesungen von Ellen McLain)

## Andere Versionen und Cover
Die NES-Rockband I Fight Dragons coverte The Future Soon auf ihrer EP IFD Super Secret Exclusives (2009).

Der Pianist Lous Durra nahm eine instrumentale Trioversion von Code Monkey auf, die er auf Mad World EP und Arrogant Doormats veröffentlichte (2011).